# Bumfights
Bumfights is een filmserie gemaakt door Indecline Films. In de films worden dak/thuislozen vertoond die in San Diego en Las Vegas vechten en amateurstunts proberen uit te voeren, dit in ruil voor geld, alcohol en andere incentiven.
De eerste film, Bumfights: A Cause for Concern, was geproduceerd door Ryen McPherson, met zijn vrienden Zachary Bubeck, Daniel J. Tanner en Michael Slyman, als Indecline Films. Vlak nadat de verkoop explosief toenam verkochten ze de rechten aan twee investeerders die nog drie vervolgfilms uitbrachten.
De films kregen meteen veel kritiek van 'mainstream' organisaties.
De Amerikaanse National Coalition for the Homeless (NCH) meldde dat de Bumfights films aanzetten tot haat jegens de thuis/daklozen, en hen ontmenselijkt.
In april 2006 spraken de vier oorspronkelijke filmmakers af om geen delen van Bumfights meer te maken en ook de gemaakte films niet meer te verspreiden.

## Trivia
De drie dakloze mannen die vertoond werden in de films, werden betaald naar aanleiding van een schikking van een rechtszaak.

## Bumfights films
- Bumfights: A Cause for Concern (2002)
- Bumfights 2: Bumlife (2003)
- Bumfights 3: The Felony Footage (2004)
- Bumfights 4: Return Of Ruckus (2006)